# Eerste Ceramstraat
De Eerste Ceramstraat is een relatief korte straat in Amsterdam-Oost.

## Geschiedenis en ligging
De Eerste Ceramstraat vormt de schakel tussen het Javaplein en Ceramplein, twee open ruimtes in de Indische Buurt. De Ceramstraat werd gepland in het gebied van de Overamstelpolder, dat de gemeente Amsterdam in 1896 had overgenomen van de gemeente Diemen. De straatnaam komt al voor in het boekwerk Amsterdamsche straatnamen geschiedkundig verklaard van A.M van Gelder uit 1913, waarbij de straat eigenlijk nog vanaf het Javaplein naar het agrarisch gebied leidt. 
Op een kaart van Amsterdam uit 1921 is die situatie nog te zien, maar de hoeken aan het Javaplein zijn al bebouwd ingetekend. In 1924 werd de naam Ceramplein toegekend. Schuin tegenover de oorspronkelijke Ceramstraat werd een andere in- en uitgang van dat plein geprojecteerd; deze zou eerst ook de naam Ceramstraat krijgen. Bij het raadsbesluit van 23 december 1927 vond de gemeenteraad het beter de westelijke en oostelijke straat apart te benoemen: Eerste en Tweede Ceramstraat. 
Straten en plein zijn vernoemd naar het eiland Ceram in het toenmalige Nederlands-Indië. Dat ligt in de eilandengroep de Molukken: de Molukkenstraat ligt dan ook niet ver weg.

## Gebouwen
De huizen aan de noordelijke, oneven kant nummeren op van 1 tot en met 7 met daarna een leemte in de nummering tot 51, waarna de telling doorgaat tot en met 85. De breuk in de nummering is ontstaan tijdens de grootscheepse sanering rond 1998. De lage nummers gaan per gebouw, de hoge nummers per appartement.
De huizen aan de zuidelijke, even kant lopen op van 2 tot en met 10, 12 ontbreekt en dan van 14 tot en met 28. Ook hier is het ontbrekende nummer te wijten aan stadsvernieuwing, dit maal rond 1982. In tegenstelling tot de oneven nummers geldt de nummering hier per portiek.  
De nog aanwezige oorspronkelijke bebouwing is in de ogen van de gemeente standaardbouw van rond 1912. De andere gebouwen zijn te nieuw; in 2022 is er dus geen gemeentelijk of rijksmonument te vinden.
Kunst in de openbare ruimte is niet aanwezig. Wel heeft de straat uitzicht op het oorlogsmonument op het Ceramplein:  Monument leven en vrijheid, aan het andere uiteinde staat het voormalige Badhuis Javaplein.

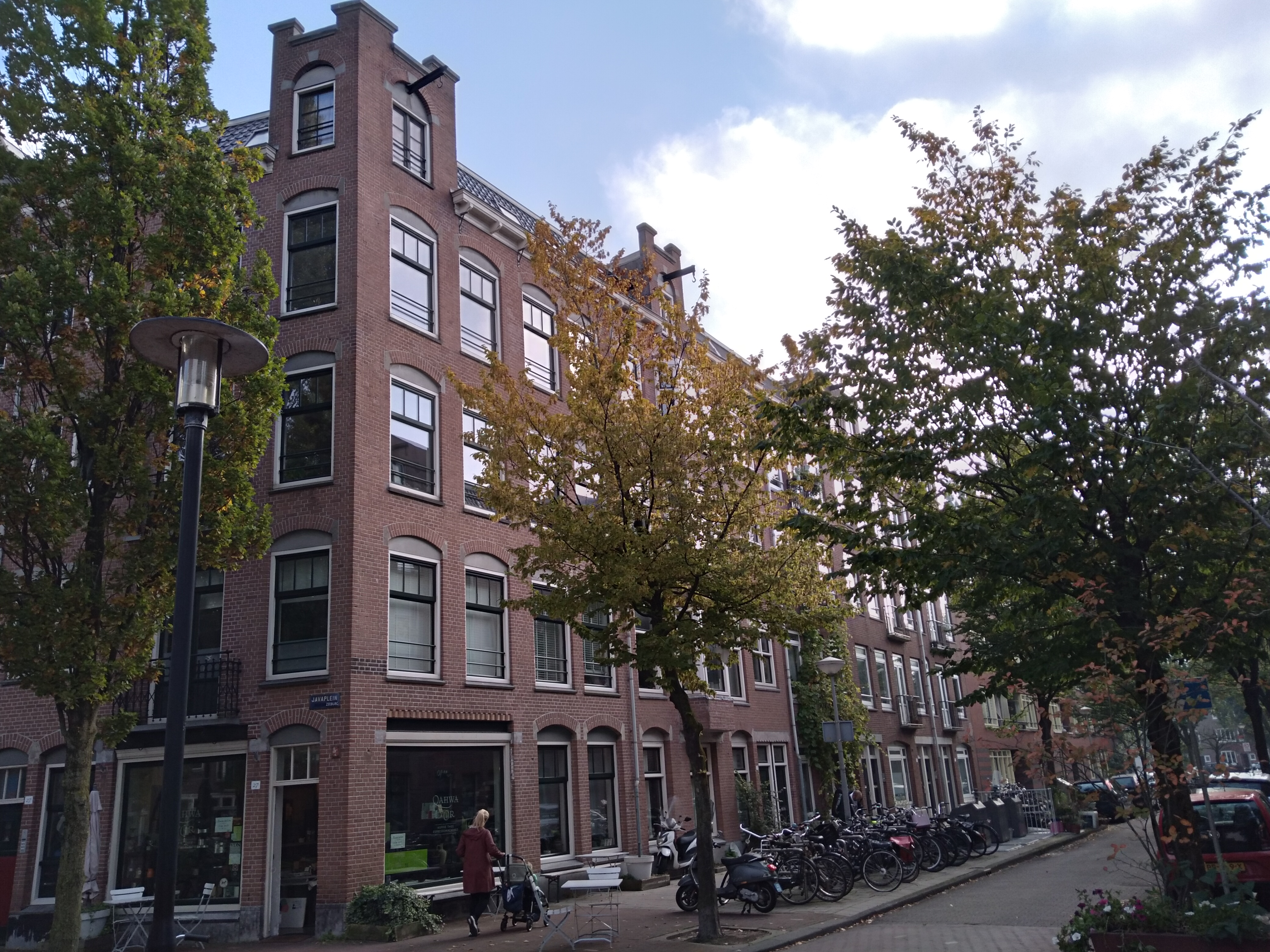
Oudbouw Eerste Cerumstraat oneven (oktober 2021)

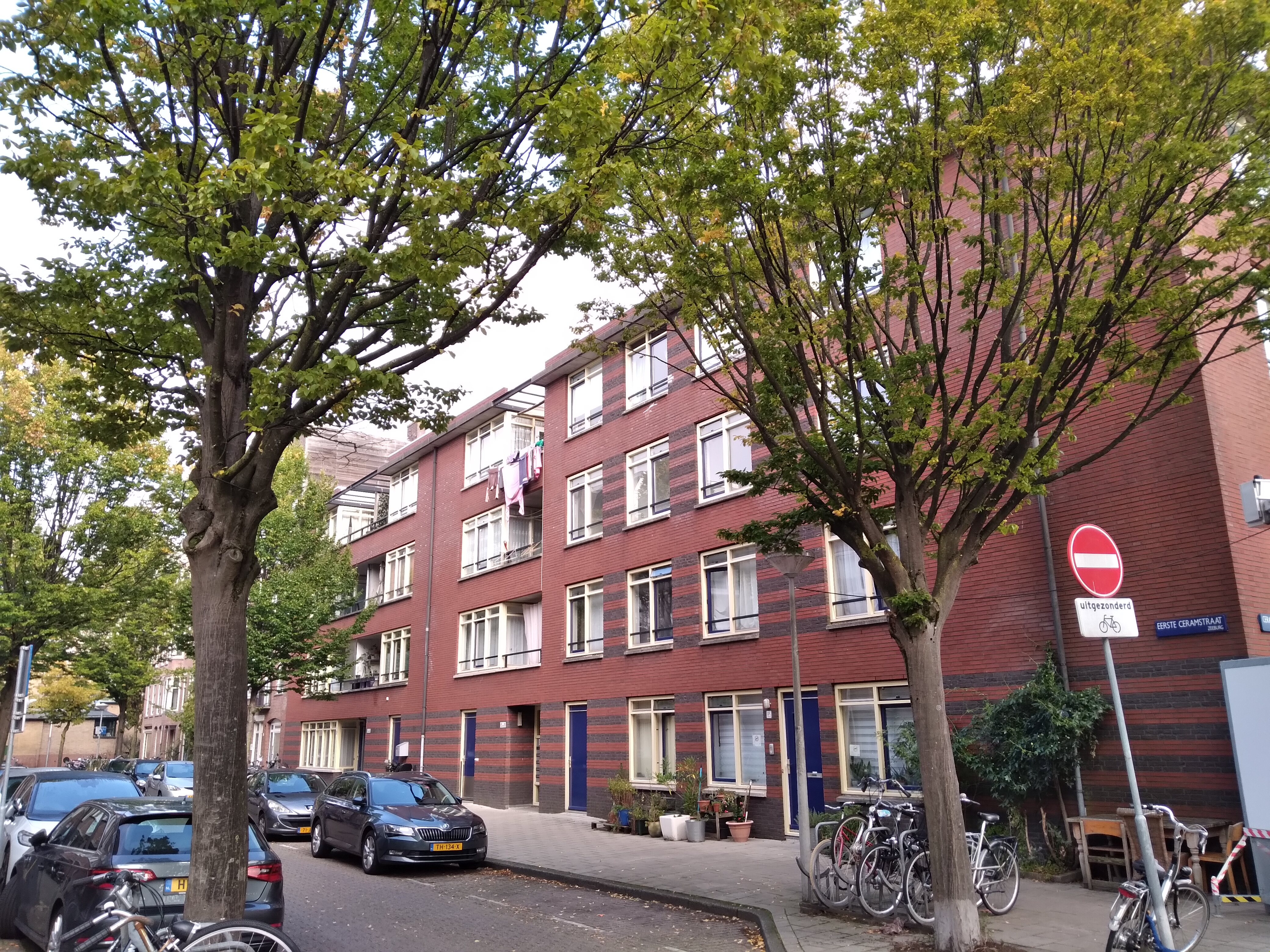
Nieuwbouw Eerste Ceramstraat oneven (oktober 2021)